# Libro verde (lingua olandese)
Il Libro verde, o ufficialmente in olandese Groene Boekje, è il nome comune del glossario della lingua olandese, in breve una panoramica dell'ortografia ufficiale delle parole olandesi come risultato delle decisioni prese dall'Unione linguistica olandese. Le abbreviazioni utilizzate nella letteratura professionale sono GB e Wdl (Woordenljst Nederlandse Taal).

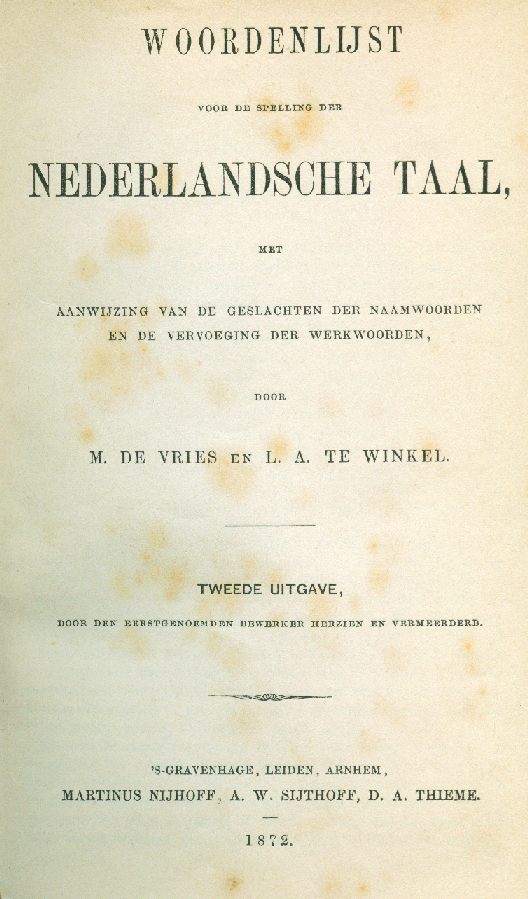
Un glossario del 1872

Solo le decisioni del Comitato dei Ministri dell'Unione hanno uno status ufficiale, nei Paesi Bassi, per prescrivere che l'ortografia dovrebbe essere utilizzato dal governo e in materia di istruzione. Il glossario è inteso come una guida pratica per tutti.
La legge non regola l'applicazione dell'ortografia da parte di altri: al di fuori dell'istruzione e del governo, ognuno può scrivere liberamente come vuole. Tuttavia, il glossario è utilizzato da molti come linea guida.

## Descrizione

### Obiettivo
Il Groene Boekje è stato creato con due obiettivi principali:
- visualizzare l'ortografia determinata di un gran numero di parole. L'elenco prescrive ciò che è corretto; non descrive l'uso in quanto avviene quotidianamente in molte varianti. È normativo, approva alcune ortografie e disapprova altre;
- visualizzare il genere di ogni parola;

L'elenco non intende fornire il significato di una parola. A volte viene affermato quel significato, ma solo:
- per distinguere tra parole scritte in modo leggermente diverso:

cajun (musica)
Cajun (persona)
- distinguere parole con ortografia identica che differiscono in base al genere della parola:

intermediair1 (mediazione), il
intermediair2 (persona), il

### Design
Il Libro verde è composto principalmente da tre parti: 
- una guida, in cui i principi dell'ortografia sono discussi sulla base di regole ed esempi. Questa linea guida era molto più ampia nel 2005 rispetto alle edizioni precedenti e consisteva di 108 pagine;
- il glossario attuale (nell'edizione 2005 circa 100.000 parole chiave, nell'edizione 2015 circa 50.000 parole chiave, online circa 187.000 parole chiave)[1];
- un elenco esplicativo dei termini tecnici utilizzati nella guida;

Oltre a queste parti, c'è un Manuale tecnico più ampio che non è incluso nel Libro verde, ma è disponibile online. 

### Argomenti trattati
Un gran numero di argomenti sono discussi in generale nelle linee guida. Tuttavia i principi generali che possono anche servire come spiegazione per una certa ortografia, sono offerti nella guida.
Alcuni argomenti importanti sono: 
- i principi in base ai quali è stata determinata l'ortografia
- l'uso di vocali doppie e singole
- l'ortografia di derivazioni e composti di parole
- l'uso delle lettere maiuscole
- l'uso di caratteri come trattino, apostrofo, dieresi
- l'ortografia di diversi tipi di abbreviazioni
- verbi nella loro forma coniugata
- prestiti linguistici dall'inglese

### Lista di parole
La parte del leone del Libro verde (2005), 914 pagine, è occupata dal glossario. Le 100.000 parole incluse sono una selezione (solo circa il 10%) dal vocabolario olandese, non solo prendendo in considerazione la frequenza delle parole. Si richiama inoltre l'attenzione sulle parole meno comuni che pongono un particolare problema di ortografia (barbecue) o che appartengono a una particolare area di competenza ("dominio") (download). Il Suriname era entrato a far parte del Taalunie all'inizio del 2005 e la lista del 2005 contiene 500 parole surinamesi (kasmoni). 
Viene fornita l'ortografia di ciascuna parola chiave, ma vengono discusse anche altre caratteristiche:

#### Sillabe
- la divisione in sillabe (be · lan · gen · be · ar · ti · gings · o · ga · ni · sa · tie);
- ortografia diversa con a capo automatico (laatje, maar la- tje; cocaïne, maar hetzij cocaï- ne, hetzij coca- ine);

#### Genere e Numero
- Nell'edizione del 1995 ma anche in quella del 2005 e del 2015, i nomi sono essenzialmente distinti secondo de-woorden e het-woorden; in alcuni casi de-woorden sono ancora distinte secondo m. (maschile = mannelijk) e v. (femminile = vrouwelijk). wet, de nederpop, de (v.) soja, ide (m.) fruit, het soort, de en het

- Viene elencato il plurale, o forme plurali alternative, del sostantivo. tv, de (v.), tv's raam, het, ramen gedachte, de (v.), gedachten, gedachtes

- Se non c'è un plurale, o se la parola è solo plurale, questo è evidente dall'affermazione. bami, de (m.) lurven, pl.

- Alcuni nomi includono anche i diminutivi diminutivi o alternativi. dokter [diminutivo non incluso] trein, treintje pop, popje, poppetje.